# Phelps (Nova York)
Phelps és una població dels Estats Units a l'estat de Nova York. Segons el cens del 2000 tenia 1.969 habitants.

## Demografia
Segons el cens del 2000, Phelps tenia 1.969 habitants, 791 habitatges, i 521 famílies. La densitat de població era de 649,8 habitants per km².
Dels 791 habitatges en un 31,9% hi vivien nens de menys de 18 anys, en un 52,8% hi vivien parelles casades, en un 9,2% dones solteres, i en un 34,1% no eren unitats familiars. En el 27,9% dels habitatges hi vivien persones soles el 12% de les quals corresponia a persones de 65 anys o més que vivien soles. El nombre mitjà de persones vivint en cada habitatge era de 2,47 i el nombre mitjà de persones que vivien en cada família era de 3,01.
Per edats la població es repartia de la següent manera: un 25,6% tenia menys de 18 anys, un 7% entre 18 i 24, un 29,1% entre 25 i 44, un 23,8% de 45 a 60 i un 14,5% 65 anys o més.
L'edat mediana era de 38 anys. Per cada 100 dones de 18 o més anys hi havia 89,9 homes.
La renda mediana per habitatge era de 40.758 $ i la renda mediana per família de 48.207 $. Els homes tenien una renda mediana de 32.984 $ mentre que les dones 24.076 $. La renda per capita de la població era de 20.257 $. Entorn del 3,9% de les famílies i el 6,1% de la població estaven per davall del llindar de pobresa.